# Лаос (берски вестник)
Вижте пояснителната страница за други значения на Лаос.
„Лаос“ (на гръцки: Λαός, в превод Народ) е гръцки вестник, издаван в град Бер (Верия).
Вестникът е основан на 18 януари 1965 година, деня на покровителя на Бер Свети Антоний. Издател на вестника е Зисис Пацикас, който току-що се е преместил в Бер от Александрия, където успешно издава едноименния вестник „Александрия“. Успехът на „Алекандрия“ е повторен от „Лаос“, който вече се разпространява в целия ном Иматия. По време на диктатурата на полковниците обаче наложената цензура започва да задушава вестника и в 1968 година той е спрян, а машините са разпродадени. След възстановяването на демокрацията вестникът започва да излиза отново на 5 август 1974 година, а през 1977 година става всекидневник.